# Longitarsus cerinthes
Longitarsus cerinthes là một loài bọ cánh cứng trong họ Chrysomelidae. Loài này được Schrank miêu tả khoa học năm 1798.